# Feuchtraumschalter
Ein Feuchtraumschalter ist ein spezieller Schalter für besondere Zwecke. Er wird sowohl in Aufputz- als auch in Unterputz-Ausführung gefertigt. 
Feuchtraumschalter haben die Schutzart IP-44, das heißt, sie sind gegen allseitiges Spritzwasser geschützt. Unterputz-Feuchtraumschalter finden vor allem in nicht beheizten und daher als feucht geltenden Räumen wie zum Beispiel Garagen und Kellern Verwendung. 
Aufputz-Feuchtraumschalter werden oft in Räumen, in denen sich Kondenswasser bilden kann, und im Außenbereich eingesetzt.
Feuchtraumschalter dienen wie Lichtschalter in einer Elektroinstallation zum Schalten elektrischer Verbraucher.